# Ben Freeman
Pour les articles homonymes, voir Freeman.
Ben David Freeman (né en juillet 1978) est un éditeur de musique britannique. Il est le cofondateur de Ditto Press, et l'organisateur d'une foire dédiée aux nouvelles formes de supports physiques de communication, « Future Artefacts », qui a eu lieu en octobre 2015 à Londres.

## Biographie
Son intérêt pour la publication a commencé très tôt, dès l'âge de douze ans. Dans les années 1990, lorsqu'il rédigeait, éditait et vendait lui-même des fanzines lors de raves. Parmi ses publications de l'époque, le Recovery Position (en français « position latérale de sécurité ») comportait des interviews de DJ gabbers.
Après avoir contribué au magazine Vice, il cofonde en 1990, à Londres, l'éditeur indépendant Ditto Press,.
Il a depuis tissé un réseau dense de partenariats, qui lui permet d'organiser en 2015 la foire « Future Artefacts » sur l'avenir des supports physiques de communication, exposant des éditeurs comme Ninja Tune, Big Dada Recordings, Stolen Recordings (en), Trolley Books (en), Technology Will Save Us (en) ou encore Ridinghouse (en).